# کومانو، میه
کومانو در استان میه در کشور ژاپن  واقع شده‌است  که دارای جمعیت ۲۰٬۴۷۷ نفر و مساحت ۳۷۳٫۶۳ کیلومتر مربع با تراکم جمعیت ۵۴٫۸  نفر در کیلومترمربع است و در تاریخ ۱ نوامبر ۲۰۰۵ به عنوان شهر شناخته شد.